# Війна Ахейського союзу з Македонією
Війна Ахейського союзу з Македонією — військовий конфлікт у Греції, який тривав з 243 по 229 рр. до н. е. При цьому після кардинального переформатування союзницьких відносин у 239 р. до н. е. подальша боротьба отримала назву Деметрієва війна.

## Передумови
У першій половині 3-го століття до н. е. відбулось відродження Ахейського союзу, сили якого значно зросли біля 251 р. до н. е. після входження до нього Сікіона, де Арат зумів скинути тиранію (македонський цар Антигон Гонат традиційно спирався у Греції на тиранічні режими). Втім, хоча відносини ахейців та Македонії були ворожими, прямих бойових дій між ними не відбувалось до другої половини 240-х рр. до н. е.

## Захоплення Коринфа

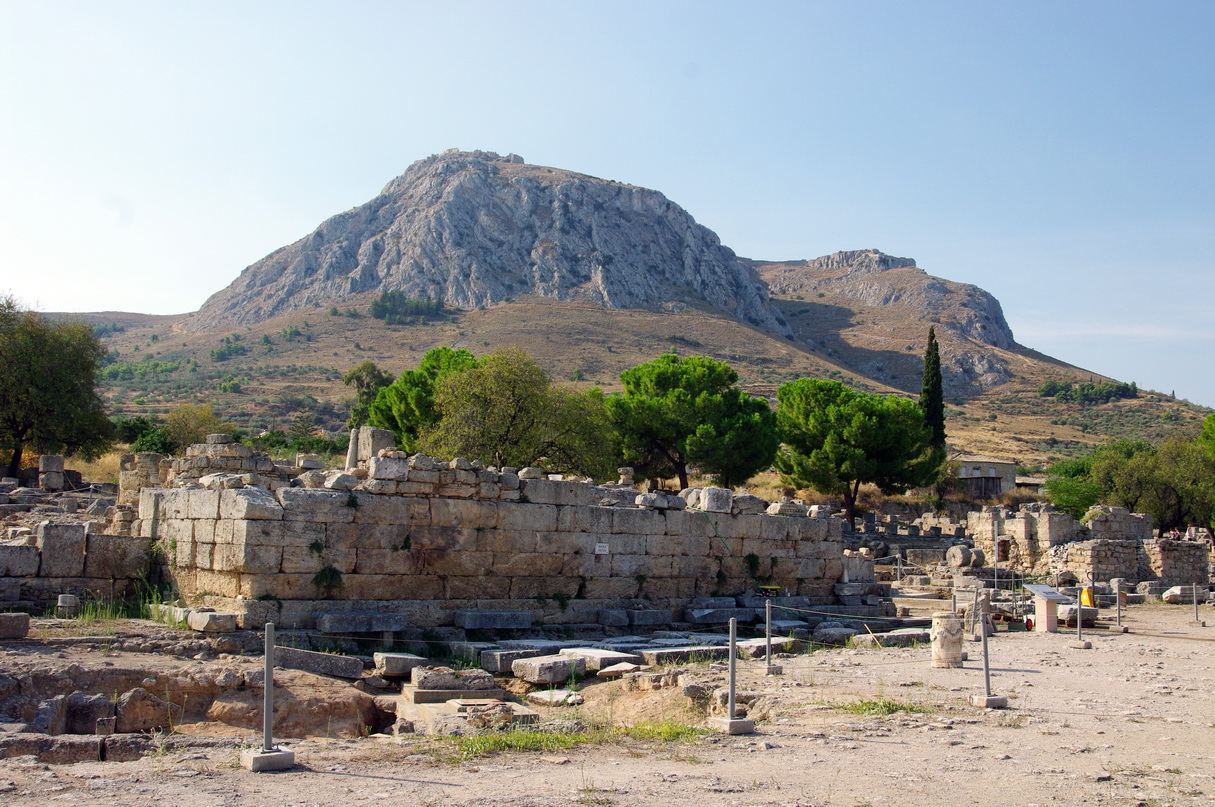
Гора над Коринфом, на вершині якої видно фортифікації Акрокоринфа

Коринф потрапив у руки Антигонідів в 303 р. до н. е., після чого протягом кількох наступних десятиліть був для них головним опорним пунктом в Греції. Розташований на істмійському перешийку, він блокував шлях по суходолу між Пелопоннесом та центральною Грецією (що дуже допомогло Антигону ІІ Гонату під час Хремонідової війни), а також дозволяв надавати допомогу тиранам пелопоннеських міст, союзним македонським царям. У середині 3 століття до н. е. відпадіння Коринфа під орудою Александра, сина зведеного брата Антигона Гоната, суттєво погіршило позиції Македонії, проте невдовзі після його смерті це місто було хитрощами відібране Гонатом у Александрової удови Нікеї.
В 243 р. до н. е. обраний стратегом Ахейського союзу Арат наважився на спробу захопити Коринф. Кілька мешканців міста, один з яких служив у гарнізоні Акрокоринфа, зголосились допомогти за велику грошову винагороду. Вночі Арат із загоном у 400 воїнів підкрався до одних із воріт міста. Перебивши вартових, нападники подолали мури за допомогою драбин, після чого спішно рушили по місту до верхньої фортеці. По дорозі їм зустрівся патруль із чотирьох осіб, трьох з яких вдалось вбити. Втім, поранений четвертий воїн зміг втекти та своїми криками про ворога підняв тривогу.
Допоки в місті намагались зрозуміти, що відбувається, Арат підіймався по схилу гори до підказаного зрадниками невисокого місця в стіні. З ним була лише сотня воїнів, оскільки більша частина загону не змогла наздогнати авангард та заблукала в Коринфі, сховавшись у підсумку в якійсь розпадині. Неочікувано це стало в пригоді, коли повз цю схованку проходив македонський загін, який прямував на допомогу захисникам Акрокоринфа. Бійці ахейського союзу раптово напали на нього та завдали поразки, після чого все-таки змогли дістатись до верхньої фортеці, яка в підсумку виявилась захопленою нападниками.
Прибуття з Сікіона головного війська допомогло остаточно придушити спротив македонців. Слідом за Коринфом ахейці захопили його гавані, в одній з яких їм дістались 25 військових кораблів.
Арат переконав коринфян приєднатись до Ахейського союзу, при цьому в Акрокоринфі він залишив гарнізон із чотирьохсот осіб.

## Бойові дії після падіння Коринфа
Після падіння Коринфа до Ахейского союзу приєдналась Мегара, що відкривало безперешкодний шлях до Аттики. В останній перебував цілий ряд македонських гарнізонів — в афінському порті Пірей (ще одна залога, розміщена в самому місті за результатами Хремонідової війни, була виведена македонцями дещо раніше), на острові Саламін, на мисі Суній (південне завершення Аттики), у Рамносі (східне узбережжя Аттики навпроти Евбеї) а також у Елефсині, Філах та Панактумі. У 242 р. до н. е. Арат вторгнувся до Аттики, переправився на Саламін (ймовірно, використавши захоплені в Коринфі кораблі македонського флота) та розграбував його. Захоплених у полон афінян він звільнив без викупу, розраховуючи таким чином сприяти відділенню Афін від Антигона.

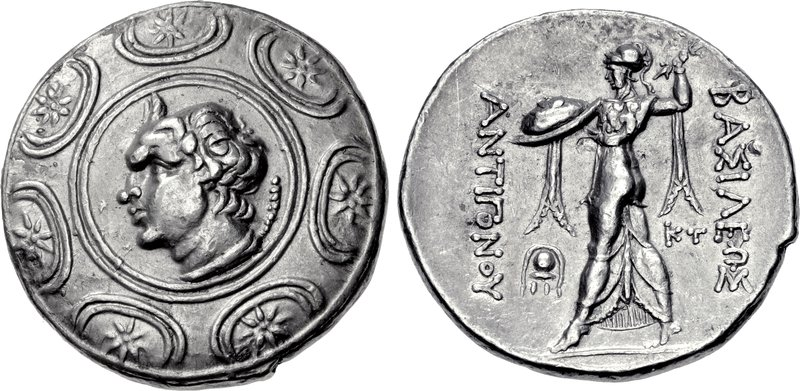
Антигон II Гонат

На Пелопоннесі до Ахейського союзу приєднались Трезен та Епідавр. В той же час, головне місто Арголіди залишалось під владою союзного македонцям тирана (так само як і розташований в Аркадії Мегалополь). У підсумку знайшлось кілька осіб, готових вбити аргоського правителя Арістомаха. Арат замовив для них короткі кинджали (тиран забороняв мешканцям міста мати зброю) та допоміг переправити їх в Аргос. Втім, через внутрішні суперечки серед змовників один з них доніс про їх наміри та зірвав замах.  

## Напад етолійців на Пелопоннес
Для протидії Ахейському союзу Антигон залучив своїх союзників етолійців, вихідців із гірських районів центрально-західної Греції. За кілька років до того вони мали війну з Беотією, союзником якої виступили ахейці, котрі під проводом Арата розграбували кілька належних до Етолійського союзу областей на північному узбережжі Коринфської затоки.
У 241 р. до н. е. військо етолійців вдерлося до Пелопоннесу через Істмійський перешийок. На допомогу Ахейському союзу прибув спартанський цар Агід, який пропонував зустріти ворога ще на кордоні Мегариди. Проте Арат відмовився від цього та, незважаючи на звинувачення у боягузтві, дозволив ворогу безперешкодно пройти повз Мегару та Коринф до Пелопоннеса. Тут етолійці напали на невелике місто Пеллена неподалік від Сікіона, здобули його й почали грабувати. Скориставшись розпорошенням сил ворога, котрий не очікував більше спротиву, Арат напав на етолійців та перебив сімсот осіб, чим змусив їх припинити пелопоннеський похід.

## Продовження боротьби з Афінами та Аргосом
В 241 р. до н. е. Арістомах був убитий власними рабами, проте владу в Аргосі перейняв його син Арістіпп II. Арат з ахейським військом поспішив сюди, розраховуючи на виступ аргівян. Проте останні не підтримали його, так що Арат був вимушений відступити.
Незважаючи на укладене з македонянами перемир'я, Арат у 240 р. до н. е. спробував захопити Пірей, проте цей похід завершився невдало.

## Деметрієва війна
У 239 р. до н. е. новий македонський цар Деметрій II зіпсував відносини з етолійцями, наслідком чого стало докорінне переформатування коаліцій — тепер Етолійський союз став діяти разом з Ахейським проти Македонії. Війна тягнулась ще більш ніж десять років і в підсумку ахейцям вдалось звільнити Пелопоннес від промакедонських тиранів, а Аттику — від ворожих гарнізонів.  